# 올리비에 루예
올리비에 루예(프랑스어: Olivier Rouyer, 1955년 12월 1일, 로렌 지방 낭시 ~)는 프랑스의 전직 축구 스트라이커이다. 그는 1970년대 말부터 1980년대 초까지 프랑스 국가대표팀 경기에 17번 출전(2골 기록)했다. 그는 낭시에서 활약했으며, 프랑스 국가대표팀 일원으로 1978년 월드컵에 참가했다. 그는 1991년부터 1994년까지 낭시를 지도하기도 했다.

## 사생활
루예는 동성애자로, 선수와 감독 활동을 접은 후 밝혔다.

## 수상
낭시
- 쿠프 드 프랑스: 1977–78

## 같이 보기
- 올림픽 참가 성소수자 선수 목록